# 韋爾斯 (紐約州)
韋爾斯（英語：Wells）是一個位於美國紐約州漢密爾頓縣的鎮。

## 人口
根據2020年美國人口普查的數據，韋爾斯的面積為461.96平方千米，當中陸地面積為457.91平方千米，而水域面積為4.05平方千米。當地共有人口683人，而人口密度為每平方千米1人。